# كوجي أونيشي
كوجي أونيشي (باليابانية: 大西 孝治) (6 يونيو 1988 في توكوشيما في اليابان – )؛ هو لاعب كرة قدم ياباني سابق كان يلعب كمهاجم.

## وصلات خارجية
- كوجي أونيشي على موقع رابطة كرة القدم اليابانية للمحترفين (اليابانية)
- كوجي أونيشي على موقع Soccerway.com (الإنجليزية)